# Panorpa attenuata
Panorpa attenuata är en näbbsländeart som beskrevs av George W. Byers 1996. Panorpa attenuata ingår i släktet Panorpa och familjen skorpionsländor. Inga underarter finns listade i Catalogue of Life.